# Аваруа
Аваруа (на английски: Avarua) е главен град и административен център на самоуправляващата се територия Кук, асоциирана към Нова Зеландия. Името му означава „Две пристанища“. Градът се обслужва от международното летище Раротонга и пристанище Аватиу. От пристанището се изнася копра, перли и плодове. В града има клон на Южния Тихоокеански университет и библиотека.
Населението на окръг Аваруа е 4906 (преброяване от 2016 г.)
Селището е разположено на северното крайбрежие на остров Раротонга. Областта Аваруа е разделена на 19 тапере (подокръг). 

## Климат
Аваруа има екваториален климат според климатичната класификация на Кьопен с високи температури и валежи през цялата година. През февруари 2005 г. тропически тихоокеански циклон нанесе значителни щети на града. 

## Икономика
Парична единица е новозеландски долар.
Най-важно перо в икономиката е туризмът, който се развива с гигантски темпове в региона.
Изградени са предприятия за преработка на риба, натурални сокове и първична обработка на селскостопански продукти, предимно банани, маниока, батати и ананаси.
Има модерно пристанище, отлично е развита шосейната мрежа и модерно международно летище.

## Любопитни факти
Кратер на Марс е кръстен на Аваруа .